# Међународна признања независности Јужног Судана
На дан 9. јула 2011. године Јужни Судан прогласио је независност одвојивши се од северног Судана. Од 2005. до 2011. функционисао је као аутономни регион, а након референдума у јануару проглашена је независност, која је званично ступила на снагу у јулу месецу. Република Јужни Судан постала је 193. држава на свету и 54. у Африци.

## Државе које су признале независност

### Чланице УН-а
|    | Држава               | Датум признања                          | Међународно чланство                                                                                                   |
| -- | -------------------- | --------------------------------------- | --- |
| 1  | Судан                | 8. јул 2011. ефективно од 9. јула 2011. | чланица Афричке уније чланица Арапске лиге                                                                             |
| 2  | Немачка              | 8. јул 2011. ефективно од 9. јула 2011. | Савет безбедности Организације уједињених нација (председавајућа у време признања) чланица Европске уније НАТО чланица |
| 3  | Египат               | 8. јул 2011. ефективно од 9. јула 2011. | Афричка унија Арапска лига Организација исламске конференције                                                          |
| 4  | Кенија               | 8. јул 2011. ефективно од 9. јула 2011. | Афричка унија Комонвелт нација                                                                                         |
| 5  | Мозамбик             | 9. јул 2011.                            | Афричка унија Комонвелт нација Организација исламске конференције                                                      |
| 6  | Кина                 | 9. јул 2011.                            | Савет безбедности Организације уједињених нација (стална чланица)                                                      |
| 7  | Уједињено Краљевство | 9. јул 2011.                            | Комонвелт нација Савет безбедности Организације уједињених нација (стална чланица)                                     |
| 8  | Турска               | 9. јул 2011.                            | Организација исламске конференције                                                                                     |
| 9  | Италија              | 9. јул 2011.                            | |
| 10 | Сједињене Државе     | 9. јул 2011.                            | Савет безбедности Организације уједињених нација (стална чланица)                                                      |
| 11 | Канада               | 9. јул 2011.                            | Комонвелт нација |
| 12 | Аустралија           | 9. јул 2011.                            | Комонвелт нација |
| 13 | Јапан                | 9. јул 2011.                            | |
| 14 | Ирска                | 9. јул 2011.                            | |
| 15 | Француска            | 9. јул 2011.                            | Савет безбедности Организације уједињених нација (стална чланица)                                                      |
| 16 | Шведска              | 9. јул 2011.                            | |
| 17 | Норвешка             | 9. јул 2011.                            | |
| 18 | Уганда               | 9. јул 2011.                            | Афричка унија Комонвелт нација                                                                                         |
| 19 | Јерменија            | 9. јул 2011.                            | |
| 20 | Русија               | 9. јул 2011.                            | Савет безбедности Организације уједињених нација (стална чланица)                                                      |
| 21 | Бразил               | 9. јул 2011.                            | Савет безбедности Организације уједињених нација (нестална чланица)                                                    |
| 22 | Румунија             | 9. јул 2011.                            | |
| 23 | Шпанија              | 9. јул 2011.                            | |
| 24 | Аустрија             | 9. јул 2011.                            | |
| 25 | Швајцарска           | 9. јул 2011.                            | |
| 26 | Холандија            | 9. јул 2011.                            | |
| 27 | Белгија              | 9. јул 2011.                            | |
| 28 | Јужна Африка         | 9. јул 2011.                            | Савет безбедности Организације уједињених нација (нестална чланица) Афричка унија Комонвелт нација                     |
| 29 | Етиопија             | 9. јул 2011.                            | Афричка унија |
| 30 | Либија               | 9. јул 2011.                            | Афричка унија Арапска лига Организација исламске конференције                                                          |
| 31 | Летонија             | 9. јул 2011.                            | |
| 32 | Грчка                | 9. јул 2011.                            | |
| 33 | Јордан               | 9. јул 2011.                            | Арапска лига Организација исламске конференције                                                                        |
| 34 | Индија               | 9. јул 2011.                            | Савет безбедности Организације уједињених нација (нестална чланица) Комонвелт нација                                   |
| 35 | Луксембург           | 9. јул 2011.                            | |
| 36 | Чиле                 | 9. јул 2011.                            | |
| 37 | Камбоџа              | 9. јул 2011.                            | |
| 38 | Јужна Кореја         | 9. јул 2011.                            | |
| 39 | Катар                | 9. јул 2011.                            | Арапска лига · Организација исламске конференције                                                                      |
| 40 | Малдиви              | 9. јул 2011.                            | Организација исламске конференције Комонвелт нација                                                                    |
| 41 | Португалија          | 9. јул 2011.                            | Савет безбедности Организације уједињених нација (нестална чланица)                                                    |
| 42 | Словачка             | 9. јул 2011.                            | |
| 43 | Албанија             | 9. јул 2011.                            | Организација исламске конференције                                                                                     |
| 44 | Израел               | 10. јул 2011.                           | |
| 45 | Малта                | 10. јул 2011.                           | Комонвелт нација |
| 46 | Сомалија             | 10. јул 2011.                           | Афричка унија · Арапска лига · Организација исламске конференције                                                      |
| 47 | Зеленортска Острва   | 10. јул 2011.                           | Афричка унија |
| 48 | Бахреин              | 10. јул 2011.                           | Арапска лига · Организација исламске конференције                                                                      |
| 49 | Вијетнам             | 10. јул 2011.                           | |
| 50 | Кувајт               | 10. јул 2011.                           | Арапска лига · Организација исламске конференције                                                                      |
| 51 | Буркина Фасо         | 10. јул 2011.                           | Афричка унија Организација исламске конференције                                                                       |
| 52 | Естонија             | 11. јул 2011.                           | |
| 53 | УАЕ                  | 11. јул 2011.                           | Arab League member · Организација исламске конференције                                                                |
| 54 | Чешка                | 11. јул 2011.                           | |
| 55 | Еритреја             | 11. јул 2011.                           | Арапска лига (посматрач) · Афричка унија                                                                               |
| 56 | Саудијска Арабија    | 11. јул 2011.                           | Arab League member · Организација исламске конференције                                                                |
| 57 | Индонезија           | 12. јул 2011.                           | Организација исламске конференције                                                                                     |
| 58 | Намибија             | 12. јул 2011.                           | Афричка унија Комонвелт нација                                                                                         |
| 59 | Сенегал              | 12. јул 2011.                           | Афричка унија Организација исламске конференције                                                                       |
| 60 | Словенија            | 12. јул 2011.                           | |
| 61 | Украјина             | 12. јул 2011.                           | |
| 62 | ДР Конго             | 13. јул 2011.                           | Афричка унија |
| 63 | Либерија             | 13. јул 2011.                           | Афричка унија |
| 64 | Мауританија          | 13. јул 2011.                           | Афричка унија · Арапска лига · Организација исламске конференције                                                      |
| 65 | Џибути               | 13. јул 2011.                           | Афричка унија · Арапска лига · Организација исламске конференције                                                      |
| 66 | Уругвај              | 13. јул 2011.                           | |
| 67 | Гвинеја              | 14. јул 2011.                           | Афричка унија Организација исламске конференције                                                                       |
| 68 | Гвајана              | 14. јул 2011.                           | Комонвелт нација Организација исламске конференције                                                                    |
| 69 | Сингапур             | 14. јул 2011.                           | |
| 70 | Црна Гора            | 14. јул 2011.                           | |
| 71 | Габон                | 15. јул 2011.                           | Афричка унија Организација исламске конференције                                                                       |
| 72 | Казахстан            | 15. јул 2011.                           | Организација исламске конференције                                                                                     |

### Државе и територије које нису чланице УН-а
|   | Држава                                 | Датум признања                          | Међународно чланство                              |
| - | -------------------------------------- | --------------------------------------- | ------------------------------------------------- |
| 1 | Ватикан                                | 8. јул 2011. ефективно од 9. јула 2011. |                                                   |
| 2 | Република Кина                         | 9. јул 2011.                            |                                                   |
| 3 | Сахарска Арапска Демократска Република | 9. јул 2011.                            | Афричка унија                                     |
| 4 | Сомалиленд                             | 9. јул 2011.                            |                                                   |
| 5 | Придњестровље                          | 12. јул 2011.                           |                                                   |
| 6 | Палестина                              | 14. јул 2011.                           | Арапска лига · Организација исламске конференције |

## Реакције међународних организација
| Међународна организација           | Став о независности |
| ---------------------------------- | --- |
| Арапска лига                       | Изразила жељу да прими Јужни Судан као пуноправну чланицу. Међутим, у Јужном Судану Арапи нису већинско становништво, а у самој земљи постоји противљење приступању овој организацији. |
| Источноафричка заједница           | Све чланице подржавају приступање Јужног Судана организацији. |
| Европска унија                     | Већина чланица подржава независност (20 од 27 чланица) |
| Организација исламске конференције | Генерални секретар организације поздравио је независност Јужног Судана. |
| Уједињене нације                   | 14. јула 2011. године, Јужни Судан постао је 193 чланица УН-а. |
| Светска банка                      | Поздравила је независност Јужног Судана |